# Aida Lafuente
Aida de la Fuente Penaos (León, 25 de febrero de 1915 - Oviedo, 13 de octubre de 1934) fue una militante comunista española que murió durante el levantamiento revolucionario de octubre de 1934 conocido como Revolución de 1934 y que fue  reprimido por el Ejército. Ha sido rebautizada como la Rosa Roja de Asturias.

## Biografía
Aida Lafuente nació en León (España) el 25 de febrero de 1915,era hija de Gustavo de la Fuente, pintor de carteles y decorados para el Teatro Campoamor de Oviedo en Asturias, y de Jesusa Penaos. Formada políticamente en una familia de comunistas, su padre había sido fundador del Partido Comunista de España en Oviedo, y sus hermanos militaban en las Juventudes Comunistas, Aida era una figura conocida en el movimiento juvenil de Oviedo en 1934. El testimonio de Alejandro Valdés la sitúa los días 7 y 8 de octubre de 1934 colaborando en el hospital como enfermera. Otros autores hablan de su labor en la organización de las cocinas colectivas que se montaron en la periferia de Oviedo para abastecer a los combatientes revolucionarios, a los que llevaba café y comida a la primera línea.

## El 13 de octubre de 1934
El 13 de octubre de 1934, Aida actúa como enlace entre el Comité Revolucionario de Oviedo y los grupos que controlaban el oeste de la ciudad, en plena actuación del ejército de la República para sofocar la revolución. Aida Lafuente perdió la vida en las inmediaciones de la iglesia de San Pedro de los Arcos de Oviedo, en pleno enfrentamiento con la 21.ª Compañía, encuadrada en las fuerzas mandadas por el teniente coronel Juan Yagüe. Estas fuerzas estaban constituidas por una bandera de la Legión, un tabor de Regulares y una batería de Artillería. Aida estaba intentando frenar, casi en solitario, mediante una ametralladora situada en la cota de San Pedro de los Arcos, el avance del ejército (tropas de la Legión conducidas por el general Francisco Franco) en su definitiva neutralización de la Revolución de 1934. 
Existían dos nidos de ametralladora, el primero fue silenciado por las tropas de la compañía número 24. La segunda ametralladora, la de Aida, logró detenerlos varias horas. El teniente coronel Juan Yagüe ordena en ese momento al comandante de los escuadrones de sables avanzar hacia el terreno comprendido entre la actual avenida de los Monumentos y la iglesia de San Pedro, de esta forma deja entre dos fuegos la posición que estaba siendo defendida por Aida, la 23ª compañía de la Legión progresa a su vez y, con la ayuda de la caballería, penetra en la cota, a pesar de los disparos que siguen saliendo de la ametralladora, la 21.ª compañía avanza por la zona de la estación del norte y llega también a la posición de Aida, encontrándola muerta junto con otros combatientes, el resto de los compañeros se repliega hacia la zona de La Argañosa, Según relatos de la época perdiendo la posición y quedando sola en el pórtico de San Pedro, junto a una ametralladora, un sargento de la Legión, hombre ya maduro, curtido en los combates e impermeable a la emoción, la siente sin embargo en presencia de aquella muchacha. Ríndete, le dice, descubriéndose a riesgo de que le mate. La joven, por toda respuesta, dispara su pistola contra un legionario. Momentos después Aida Lafuente yace sin vida al pie de la ametralladora. El cadáver de Aida de la Fuente fue encontrado en la fosa común que se cavó junto a una tapia de la iglesia de San Pedro de Los Arcos.

## Presencia de Aida de la Fuente durante la guerra civil

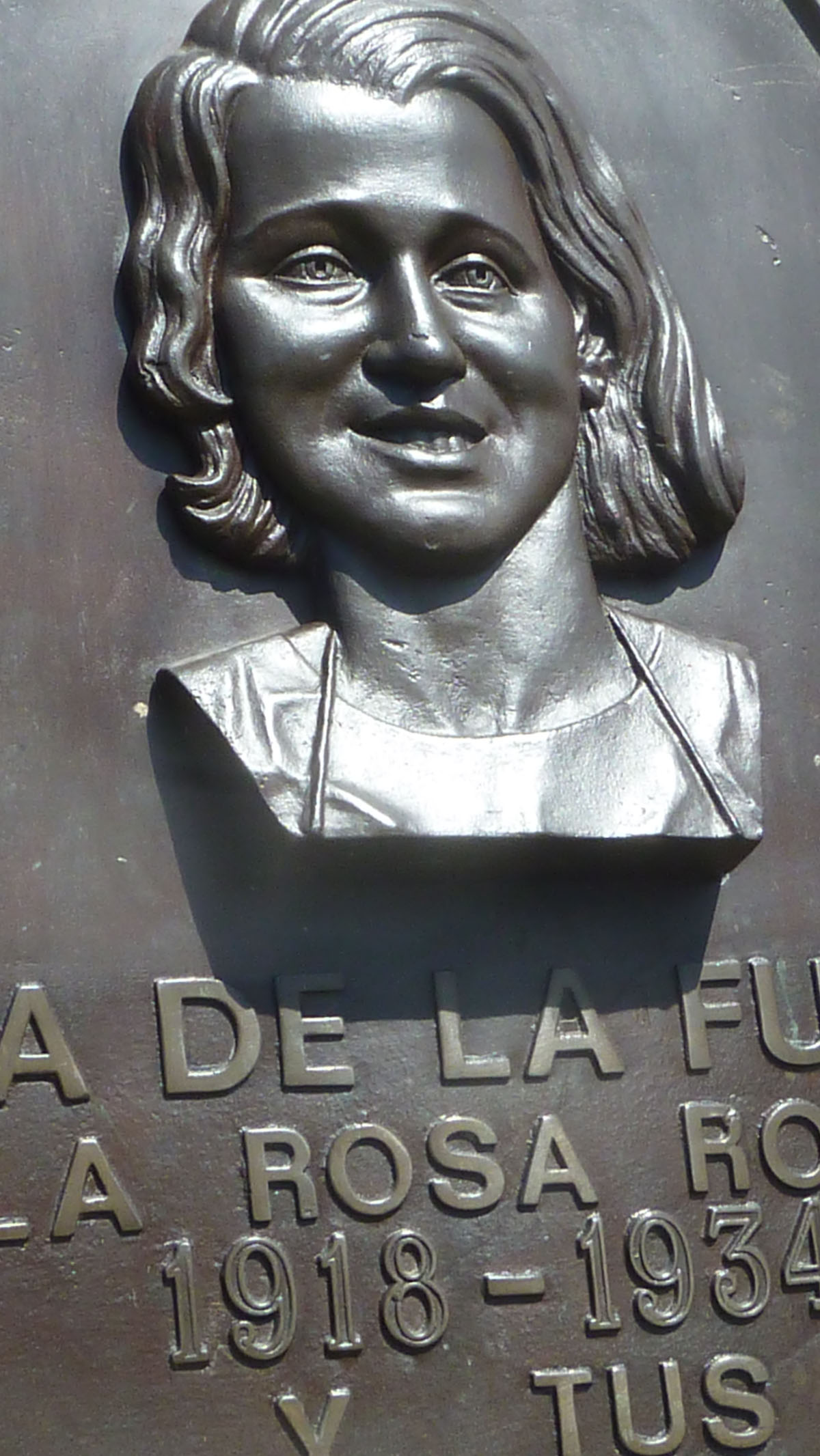
Relieve representando a Aída de la Fuente en el monumento erigido en Oviedo. Nótese el error no corregido de la fecha de nacimiento, 1918 por 1915.

Iniciada la Guerra Civil, el Partido Comunista de España convirtió a Aida de la Fuente en una de sus principales referencias simbólicas. En octubre de 1936 llevaban su nombre el Batallón Asturias número 1 «Aida de la Fuente» y una calle en Gijón. Su simbolismo también comenzó a ser aceptado por el PSOE. En el discurso organizado por el Departamento de Propaganda del Frente Popular, en el Teatro Dindurra de Gijón, para conmemorar la fecha del 16 de febrero, interviene el socialista Moreno Mateo en nombre del Partido Socialista Asturiano, y señala que Aida de la Fuente es una de las «dignas las heroínas que dio siempre a la historia el pueblo español» símbolo del «heroísmo femenino astur». Así se reseña en Avance. Diario Socialista de Asturias, de Gijón:

Hace un llamamiento [Moreno Mateo en nombre del Partido Socialista Asturiano] a las mujeres para que en estos momentos de sacrificio impongan su fuerza de ánimo a los compañeros que desangra el dolor y la desesperación. Así legaréis a vuestros hijos el patrimonio de su futura felicidad, para que puedan vivir otros destinos distintos a los que hoy viven sus padres. Hay que haceros dignas de las heroínas que dio siempre a la historia el pueblo español de la cual es una firme representante nuestra Aida de la Fuente, que es todo un símbolo del heroísmo femenino astur.
17 de febrero de 1937, pág. 3.

## El mito de Aida Lafuente durante la transición
La figura de Aida Lafuente fue recuperada como símbolo en los años del tardofranquismo y de la transición, en la confusa reivindicación de la Comuna asturiana de 1934, como símbolo del ímpetu revolucionario juvenil, convertida en heroína revolucionaria asturiana. Se llegó a asociar la imagen de Aida Lafuente a posteriores y recientes reivindicaciones lingüísticas, ausentes de las luchas de la revolución asturiana de 1934. Existen numerosos poemas y canciones dedicadas a su memoria, entre las que cabe destacar la de Nuberu y Víctor Manuel en 1976 y la de Nacho Vegas en 2018. Hay una estatua rememorando su gesta en el lugar donde cayó. Cuenta la leyenda que, al preguntarle sus atacantes por su nombre, su respuesta, puño en alto, fue: "¡¡¡Comunista Libertaria!!!".